# Diocèse de Diamantino
 (décembre 2024).
Le diocèse de Diamantino (en latin : Dioecesis Adamanteae) est une circonscription ecclésiastique de l’Église catholique située au Brésil, dans l’État du Mato Grosso. Érigé en 1922, il fait partie de la province ecclésiastique de Cuiabá et relève du rite romain.

## Historique
Le diocèse a été érigé le 15 juin 1922 par le pape Pie XI, à partir du territoire de l’ancien prélature territoriale de Cuiabá. Son siège est établi dans la ville de Diamantino, avec la cathédrale dédiée à l’Immaculée Conception.
Au fil des décennies, le diocèse a joué un rôle clé dans l’évangélisation et le développement spirituel de la région, notamment en accompagnant les communautés rurales et autochtones.

## Organisation
Le diocèse couvre une superficie d’environ 120 084 km2 dans le nord-ouest du Mato Grosso. Il comprend 18 paroisses.
La population catholique représente environ 60,4 % des habitants de la région.

## Cathédrale
La cathédrale de l’Immaculée Conception est le siège épiscopal du diocèse. Elle est un lieu emblématique pour la communauté catholique locale, accueillant les principales célébrations liturgiques.

## Évêques du diocèse
Depuis sa création, le diocèse a été dirigé par plusieurs évêques notables :
- Alonso Silveira de Mello, S.J. (1955–1971)
- Henrique Froehlich, S.J. (1971–1982)
- Agostinho Willy Kist, S.J. (1982–1998)
- Canísio Klaus (1998–2010)
- Vital Chitolina, S.C.J. (depuis 2011)

## Rôle et mission
Le diocèse de Diamantino se concentre sur :
- La formation pastorale et spirituelle des fidèles.
- Le soutien des communautés autochtones et rurales.
- La promotion des valeurs chrétiennes dans une région marquée par une grande diversité culturelle.

## Liens avec la province ecclésiastique
Le diocèse fait partie de la province ecclésiastique de Cuiabá, sous l’autorité de l’archevêque métropolitain de Cuiabá. Il collabore étroitement avec les autres diocèses voisins pour les initiatives pastorales et sociales.